# Batik (program)
Batik – biblioteka napisana w języku Java, która może służyć do renderowania, tworzenia i manipulowania grafiką SVG. Projekt był wspierany przez IBM, a następnie kod przekazany Apache Software Foundation, ponieważ inne przedsiębiorstwa i zespoły postanowiły połączyć wysiłki. Batik stanowi zestaw podstawowych modułów, które zapewniają następujące funkcjonalności:
- Renderowanie i dynamiczne zmienianie zawartości pliku SVG,
- Transkodowanie Windows Metafiles do SVG (WMF lub Windows Metafile Format jest formatem wektorowym używany przez Windows),
- Zarządzanie skryptami i zdarzeniami przez użytkownika dokumentów SVG.

Nazwa biblioteki pochodzi od nazwy techniki malarskiej.